# Delftsk Studinte Selskip foar Fryske Stúdzje Aldgillis
Het Delftsk Studinte Selskip foar Fryske Stúdzje Aldgillis (afgekort D.S.S.F.S. Aldgillis) is een Friestalige studentenvereniging in Delft.

## Karakteristieken
De vereniging stelt zich ten doel om de onderlinge solidariteit van Friese studenten in Delft te bevorderen.
De doelgroep van Aldgillis bestaat uit studenten die tijdens hun studie aan de TU Delft regelmatig Fries of met Friezen willen kunnen spreken.

## Symboliek
Voor zover bekend hanteert Aldgillis geen specifieke symboliek.

## Geschiedenis

### Ontstaan
Aldgillis werd in 1931 opgericht door een aantal Friese studenten aan de TU Delft, die ook tijdens hun studie regelmatig Fries wilden kunnen spreken. De vereniging werd genoemd naar de zevende-eeuwse Friese koning Aldgillis. De organisatie ging in 1934 ter ziele, maar werd in 1939 heropgericht.

### Ontwikkeling
De hoogtijdagen van de vereniging lagen in de decennia direct na de Tweede Wereldoorlog. De leden van Aldgillis hadden sinds 1961 de traditie om ieder jaar het glas te heffen bij het symbolische graf van Aldgillis, dat zich bij de haven van Stavoren bevindt. Toen in 1999 plannen leken te bestaan om op die locatie een bedrijfspand te bouwen, organiseerde de vereniging dan ook een protestactie. Vanaf 1968 reikte Aldgillis enkele jaren achtereen de Aldgillisprijs uit aan een persoon die zich verdienstelijk had gemaakt voor Friesland. Tot de ontvangers van de prijs, bestaande uit een oorkonde en een fles jenever, behoren onder anderen de letterkundige Anne Wadman en de voormalige Commissaris van de Koningin van Friesland Linthorst Homan. In 1966 werd ter gelegenheid van het verenigingslustrum voor het eerst sinds 1950 weer het Friestalige zangstuk De Jonkerboer van Paulus Folkertsma en Ype Poortinga opgevoerd.
Nadat in 1961 in Enschede de TU Twente was opgericht, nam het aantal Friese studenten in Delft af en daarmee ook het aantal leden van Aldgillis. Na 2002 leidde de vereniging een slapend bestaan.
In 2020 werd de vereniging heropgericht door de studenten Marten Wijnja en Sieger Falkena. Een publiekelijke heropening van Aldgillis werd aangekondigd voor het voorjaar van 2021 in Stavoren.

## Externe structuur
Aldgillis is aangesloten bij de Federaasje fan Fryske Studinteferienings.

## Varia
De archieven bevinden zich in de collectie van Tresoar in Leeuwarden.

## Oud-leden
Bekende oud-leden en tevens oud-voorzitters van Aldgillis waren Jan Sipkema en Henk Kroes, oud-voorzitters van de Vereniging de Friesche Elf Steden.